# Eleanor McEvoy
Eleanor McEvoy, née le 22 janvier 1967 à Dublin, est l'une des chanteuses les plus célèbres d'Irlande. Elle a notamment composé la chanson Only a Woman's Heart, chanson-titre de l'album A Woman's Heart, plus grosse vente de disques de toute l'histoire irlandaise.

## Biographie
Eleanor McEvoy commence à étudier la musique dès l'âge de quatre ans, avec l'étude du piano. Elle commence la pratique du violon à l'âge de huit ans. Après avoir terminé l'école, elle a fréquenté le Trinity College de Dublin où elle étudiait la musique le jour et travaillait dans des clubs de musique la nuit.